# Judenburg (district)
Het Bezirk Judenburg was een district in het zuidoosten van Oostenrijk. Het district heeft ongeveer 48.000 inwoners toen het op 1 januari 2013 werd samengevoegd met Bezirk Knittelfeld tot het Bezirk Murtal.

## Gemeenten
- Amering
- Bretstein
- Eppenstein
- Fohnsdorf
- Hohentauern
- Judenburg
- Maria Buch-Feistritz
- Obdach
- Oberkurzheim
- Oberweg
- Oberzeiring
- Pöls
- Pusterwald
- Reifling
- Reisstraße
- Sankt Anna am Lavantegg
- Sankt Georgen ob Judenburg
- Sankt Johann am Tauern
- Sankt Oswald-Möderbrugg
- Sankt Peter ob Judenburg
- Sankt Wolfgang-Kienberg
- Unzmarkt-Frauenburg
- Weißkirchen in Steiermark
- Zeltweg

Bruck-Mürzzuschlag · Deutschlandsberg · Graz · Graz-Umgebung · Hartberg-Fürstenfeld · Leibnitz · Leoben · Liezen · Murau · Murtal · Südoststeiermark · Voitsberg · Weiz

Voormalige districten: Bruck an der Mur · Feldbach · Fürstenfeld · Hartberg · Judenburg · Knittelfeld · Mürzzuschlag · Radkersburg